# 中華航空更名事件
中華航空更名事件是指由中華民國針對中華航空的更名事件，陳水扁及蔡英文執政期間四度提及中華航空改名。

## 第一次提出
2006年至2007年陳水扁政府時期，主張中華航空改名「台灣航空」或「福爾摩沙航空」。而華航工會表示改名牽扯烤漆、人力、商標等成本，超過新台幣10億元。另外，國際航空運輸協會發言人康席爾表示，華航是否改名一事，協會無法作任何評論。

## 第二次提出
2016年7月17日民主進步黨第17屆第1次全國黨員代表大會中，美西黨部主任委員楊琬柔臨時提案，強調中華民國護照改用Taiwan、華航等中華民國公營事業正名為「Taiwan Airlines」。兼任民進黨主席的總統蔡英文全都裁示，交付中央執行委員會研議。同年9月30日華航集團董事長何煖軒表示，上級從未要求公司更名。

### 各方意見
- 時任民進黨立法委員黃偉哲表示，現在不是不能改，但他認為要選擇營運狀態很好、勞資和諧的情況下，再來改名比較好[10]。
- 民進黨立法委員羅致政表示，華航正名問題，事實上一直都有人提出這樣的主張和立場，但在這個時間點上，不是目前最優先，應該去處理的問題[10]。
- 民進黨立法委員陳亭妃表示，民進黨是一個大鳴大放的政黨，可以接受任何的意見，可是最後還是要經過多數決的討論，才會有最後的方向[10][11]。
- 民進黨台中市議員何敏誠表示，黨代表的提案理想跟方向都是正確，問題是蔡英文也說“我們是來解決問題不是製造問題”[12]。
- 時任臺中市市長林佳龍表示，若是撇開政治層面的觀點，更名後在便利性和辨識度上都有實質幫助[13][14]。
- 時任臺南市市長賴清德表示，民進黨是多元民主政黨，有不同的看法這是必然，蔡英文主席的裁示是對的，這個做法很好[15]。
- 中國國民黨立法委員王育敏表示，蔡英文總統也應該當下就退回這個提案，而不是交中執會，因為蔡總統是中華民國的總統，出訪搭的就是中華航空[16]。
- 國民黨立法委員江啟臣表示，這樣的議題對於凝聚台灣內部的向心力，以及國家認同等都相當的重要[11]。
- 國民黨立法委員許毓仁表示，綠營提案令人擔憂，台灣不可能孤立於世界而生存下去，國際社會多變，蔡英文政府反應速度實在非常慢，這牽涉到執政黨內部對意識形態的爭辯，導致很多不一致看法[17][18]。
- 國民黨文傳會主委林奕華表示，希望這只是民進黨極少數黨代表的意見，若是多數民進黨人「當家竟還想鬧事」，台灣前途恐將一片黯淡[19]。
- 國民黨台中市黨部主委蔡錦隆表示，黨代表當著蔡英文的面提議要毀“中華民國”，這不就是要直接向蔡英文挑戰，要毀掉妳的“總統”，這不當面駁斥，竟然還要交給中執會研議，這代表是有成案的可能[20]。
- 開南大學空運管理學系助理教授盧衍良表示，華航是一家股票上市公司，任何決策均牽動著大小股東的權益問題，不宜在未經完善權衡評估下就貿然行事[21]。

## 第三次提出
2018年6月國際航空公司更名事件發生後，民進黨立委王定宇重新提起華航改名意見。

## 第四次提出
2020年4月嚴重特殊傳染性肺炎疫情期間，華航向歐美運送一千万片口罩，却因为华航的英文名称是“China Airlines”，让其他国家误以为是來自中華人民共和國的口罩。於是華航改名呼聲又起，且在Change.org發起改名連署 （页面存档备份，存于），獲得4萬人響應。對此行政院院長蘇貞昌表示，华航改名涉及航权及其他因素，無法立即改名，但政府會努力让国家的航空公司標示台湾。
4月14日，民進黨立法委員王美惠於立法院質詢時表態支持華航更名，惟針對蘇貞昌提出的「先不更名，但在機身塗上台灣」，恐會讓外國人有「中國台灣」的謬誤。
4月28日，立法院處理台灣基進立委陳柏惟等人、時代力量黨團、民進黨團分別提出的護照及華航改名決議案，經討論後，在場立委無異議，全案均交由黨團協商。其中陳柏惟表示，「護照改名有四個好處和必要，第一，護照上有China，會被誤會是中國不是台灣，機場海關可能比較有經驗，但民間企業常誤會，造成可能的打壓和歧視，所以要向全世界宣傳台灣跟中國不同；第二，疫情之後，世界對中國態度改變，對待中國跟台灣的方式可能會不同，台灣要明確說台灣跟中國不一樣；第三，可以提供兩個版本的護照給人民自由選擇；第四，現在有高達八成民眾認為自己是台灣人，卻要拿China護照，這是不符合民意的。」
7月22日，立法院通過護照與華航更名決議案，宣告華航更名已入法。其中，台灣民眾黨、時代力量、民進黨、台灣基進皆投下贊成票，而國民黨則全員未出席。同年12月
，華航提出新機身塗裝引發爭議。
2021年1月16日，新塗裝客機原定首航香港，但最終被取消。2022年，新塗裝已經去掉台灣圖樣，因3架具有台灣圖案的777貨機無法飛越中國大陸上空，由於台灣緊鄰中國大陸龐大的空域，因此該3機目前只剩下飛行北美方向，交通部長王國材表示先照顧「能飛得起來」，同時會努力與China Airline作出切割。

### 各方意見
大紀元時報報導，國立台灣師範大學政治學研究所教授范世平表示，華航若要改名，現在應該是最好的時機。范世平稱兩岸航線早因疫情大幅減少，而義大利航線斷航，韓國、日本也可能減班甚至斷航；加上目前大家避免搭機，華航營收肯定下滑，因此華航目前改名，對營收的影響最小。並提出八大理由，其中第六項指出：「民進黨在選舉大勝，在當前情勢下，綠營推動華航改名能接到地氣。」
中國時報報導，國立台灣大學政治系教授蘇宏達表示：「蘇貞昌在今年大選後，把防疫重任交付在陳時中部長身上，自己則不斷侵害總統職權，操弄兩岸緊張情緒及國家認同問題，現在還要求起華航，以後運送物資的時候拿掉中華航空的標誌，甚至改名台灣航空。……所以台獨成了口號，華航改名成了民進黨其實無能台獨的遮掩。」
三立電視台報導，時代力量黨團稱改名航權根本不用重簽，這些都是謠言，呼籲交通部及其民航局不要放任。更表示稱：「政府不要再拿子虛烏有的問題來嚇唬民眾，到底是哪條航權有問題、又是受到哪方的壓力？」
蘋果日報報導，國立清華大學科技法律所教授黃居正指出：「改名並不需要ICAO同意，台灣是遵照國際標準飛航沒錯，但ICAO對於華航改名，並沒有依據干涉，也沒有直接的權力關係，台灣甚至不是ICAO的會員國。」同時他也指出「（改名）最大問題應是中國會拒絕華航直飛，而華航至少有四成營收來自兩岸航線，可能受到衝擊，但透過其他國家的航權加總，台灣還是可以從越南或周邊等地，和中國通航。」
時任交通部部長林佳龍表示改名「台灣航空」名正言順，台灣公共廣播電視集團的華視也報導，目前民進黨為國會最大黨，國民黨稱改為台灣航空並無任何立法上的阻力，國民黨立委賴士葆公開在社交媒體Facebook上辦的投票也一面倒支持改名，新頭殼報導指出：「民進黨立委賴品妤戲稱是『凍死在同溫層的神奇寶貝』。」
自由時報也報導，台灣基進立委陳柏惟直言「若因此中斷兩岸航線，應斷就斷」，民眾黨立委蔡壁如中午出席黨政協調會報前受訪表示，可以改Taiwan Airline大家都很樂意。
新頭殼也報導國民黨十分同意此事，替時任交通部部長林佳龍製作改名計時器，並稱：「你改名我送網域，獻上我們的誠意，如果林佳龍真的改名成功，他們立刻送上網域 (taiwanairlines.tw)，讓台灣的翅膀飛出去。」